# Święty Piotr w więzieniu (obraz Rembrandta)
Święty Piotr w więzieniu (niderl. De heilige Petrus in de gevangenis) – obraz olejny na desce niderlandzkiego malarza Rembrandta Harmenszoona van Rĳna z 1631 roku, znajdujący się w zbiorach muzeum Muzeum Izraela w Jerozolimie.
Rembrandt namalował obraz w 1631 roku. Artysta użył farb olejnych, malując na desce. Obraz jest sygnowany. Dzieło o wymiarach 59 x 47,8 cm zostało podarowane jerozolimskiemu Muzeum Izraela przez Judy i Michaela Steinhardtów z Nowego Jorku. Muzealny numer katalogowy: B01.0148.
Malarz przedstawił Apostoła Piotra w więzieniu. Stary Piotr o śnieżnobiałych włosach półklęczy na wiązce słomy w więziennej celi. Ma splecione w modlitwie dłonie. Obok leżą symboliczne klucze Królestwa Bożego. Piotr był więziony w Jerozolimie oraz ostatecznie przed śmiercią w Rzymie. Gra światła i cienia pomogły artyście w wyrażeniu stanu umysłu i doświadczenia duchowego przeżywanego przez świętego. Na obrazie apostoł jest człowiekiem, ale w sposobie przeżywania trudnego doświadczenia ukazana zostaje także jego świętość.